# مازندرانی طالقان
طبری طالقانی یا  مازندرانی طالقان گویشی از زبان مازندرانی می‌باشد. حبیب برجیان گویش منطقه طالقان و الموت را شبه طبری قلمداد کرده‌است. وبگاه گلاتولوگ گویش‌های طالقانی-کرجی را از گویش‌های فارسی-مازندرانی (Perso-Tabaric) قلمداد کرده‌است. پژوهشگران با توجه به پیشینه تاریخی و با نگاهی به فرهنگ و آداب و رسوم مشترک در طالقان و مازندران، از جمله گاهشمار کهنی که در هر دو رایج است و رسومی مانند تیرماه سیزده و ماه دَرِمه و همچنین متون تاریخی دوره اسلامی که به صراحت در برخی از آنها از طالقان بعنوان ولایتی درون مرزهای مازندران نام برده شده‌است، ریشه گویش‌های طالقانی را با گویش‌های مازندرانی یکی می‌دانند. حبیب برجیان گویش طالقان را در گروه گویش‌های فارسی-مازندرانی (Perso-Tabaric) دسته‌بندی کرده و منطقه طالقان را منطقه انتقال زبان‌های کاسپین و زبان فارسی و زبان مازندرانی قلمداد کرده و در مورد گویش طالقان می‌افزاید که سیستم فعلی آن بسیار به منطقه جنوب البرز مرکزی شباهت دارد ولی به همراه ویژگی‌های بسیار غنی تر از زبان طبری در صرف و نحو(morphosyntax) اصلاح گرها و تلفظ کردن و حروف اضافه می‌باشد. یک گویش با دستور زبان شبیه همین در روستای کردان یکی از روستاهای غربی کرج نیز دیده شده‌است. یک گویش دیگر از این نوع گچسری در منطقه بالای حوضه کرج است. به عقیده صاحب نظران گویش مردم طالقان به دو دسته تاتی و طالقانی تقسیم می‌شود. روستاهایی که بین جوستان و کوه‌های کندوان قرار گرفته‌اند به لهجه تاتی سخن می‌گویند. از جوستان به سمت باختر به طالقانی سخن می‌گویند.
در کتاب استان‌شناسی البرز چاپ وزارت آموزش و پرورش، گویش مناطقی از کرج و طالقان و شمال ساوج بلاغ شبیه به مازندرانی عنوان است.
در البرز مرکزی و غربی (الموت و طالقان) گروه غیر مهاجر گیلک و مازندرانی در برابر عشایر مقاومت کرده و در ارتفاعات البرز زبان مازندرانی و گیلکی غالب است.
زبان مردم طالقان مازندرانی و لهجه آنها طالقانی می‌باشد و فقط در روستای میناوند مردم به زبان ترکی سخن می‌گویند.
کاظم سلطانیان گویش دیزان را مورد بررسی قرار داده‌است و در صفحه دو ریشه این گویش را با گویش‌های مازندرانی یکی می‌داند. به اعتقاد وی در طالقان روستاها هر چه به سر حدات مازندران در جهت شرق و شمال شرقی نزدیک باشند اختلاط فرهنگی و زبانی بیشتری با زبان مازندرانی دارند. وی در صفحه ۱۶ گویش منطقه طالقان را به مازندرانی، فارسی تقسیم نموده‌است.
به گفته علی ذبیحی زبان مازندرانی در روستاهای سرشاخه‌های اصلی رود جاجرود و کرج و مناطق شمالی کوه‌های امامزاده داوود و طالقان داری گویشور می‌باشد.

## لهجه‌های زبان طبری
بررسی کارشناسانه در جلگه‌ها و سپس نواحی کوهستانی موجب شناسایی سینزده لهجه مختلف در مازندران شده‌است:
1. منطقه کردکوی: شامل هزار جریب شرقی، شاه کوه زیارت، بالاجاده، رادکان، گز شرقی و غربی و روستاهای غیر ترکمن‌نشین از زنگی محله گرگان و چهاردانگه تا گلوگاه.
2. منطقه بهشهر: شامل چهاردانگه هزارجریب از سورتی تا کیاسر و روستاهای مناطق جلگه‌ای از گلوگاه، شاه کیله تا انتهای منطقه قره طغان و رودخانه نکارود.
3. منطقه ساری: شامل چهاردانگه از کیاسر تا کوهستان‌های دودانگه، جلگه‌های مابین میان دورود و جلگه‌های مناطق غربی تجن رود تا جویبار.
4. منطقه قائمشهر: شامل مناطق کوهستانی فیروزکوه، سوادکوه و روستاهای جلگه‌ای حد فاصل بین کیاکلا، جویبار و روستاهای کوهپایه‌ای بیشه سر.
5. منطقه بابل: از مناطق کوهستانی چلاو آمل تا بندپی، امامزاده حسن در سمت غربی آلاشت و نواحی جلگه‌های حد فاصل فریدونکنار، بابلسر، بهنمیر، کیاکلا تا روستاهای کوهپایه‌ای کهنه خط، گنج افروز و بابل کنار.
6. منطقه آمل: از کوهستان‌های بندپی تا چلاو، لاریجانات، نمارستاق و کلارستاق آمل تا حوالی امامزاده هاشم و جلگه‌های دو سمت هراز، دشت‌سر و محمودآباد و کوهپایه‌ها و جلگه‌های جاده چمستان، میان آمل و نور.
7. منطقه نور و نوشهر: شامل بخشی از روستاهای بیرون بشم، کجور، محال ثلاث و جلگه‌های حد فاصل سرخ رود تا رودخانه چالوس.
8. چالوس و تنکابن شرقی: شامل مناطق کلارباستانی، برخی از روستاهای کوهپایه‌ای منطقه بیرون بشم ولنگا و نواحی جلگه‌ای از آب چالوس و عباس‌آباد و رودخانه نشتا به مرکزیت عباس‌آباد.
9. تنکابن مرکزی: شامل لهجه‌های دوهزاری و سه هزاری و خرم‌آبادی و گلیجانی چالکش یعنی حدفاصل آب نشتا تا آب شیرود.
10. منطقه رامسر: از آب شیرود تا رودخانه سرخانی شامل سختسر (رامسر)، اشکور شرقی، ارتفاعات کوه البرز روستای جورده (جواهرده)
11. منطقه علی‌آباد کتول: شامل نواحی روستایی کوهستانی شمال شاهوار و مناطقی چون کتول، پیچک محله، محمودآباد، فاضل آباد و جلگه‌های غیرترکمن‌نشین بلوک استارآباد قدیم.
12. منطقه قصران باستانی: شامل مناطق اوشان، فشم، شمشک، دیزین، گاجره و روستاهای کوهپایه‌ای توچال تا مناطق غربی رودخانه جاجرود.
13. منطقه دماوند: شامل نواحی کوهستانی شهرستان دماوند، رودهن، بومهن تا فیروزکوه.[۱۸]

## دستور زبان

### ضمایر
در گویش طبری طالقانی ضمیر سه حالت دارد: فاعلی، مفعولی و ملکی.
| ضمیر                 | ۱ مفرد | ۲ مفرد | ۳ مفرد | ۱ جمع | ۲ جمع  | ۳ جمع      |
| -------------------- | ------ | ------ | ------ | ----- | ------ | ---------- |
| فاعلی، طبری طالقانی  | men    | te     | ve     | emâ   | šemâ   | vešun/ešon |
| مفعولی، طبری طالقانی | mere   | tere   | vere   | amâre | šemare | vešunre    |
| ملکی، طبری طالقانی   | mi     | ti     | vi     | amei  | šemei  | vešuni     |

### شناسه
در زبان فارسی دو دسته شناسه داریم: گذشته و حال. اما در گویش طبری طالقانی سه دسته شناسه داریم: گذشته، حال ساده و حال التزامی. (نمونه زیر بر اساس گویش دیزان تنظیم شده‌است)
۱. گذشته:
- بن ماضی ساده: -bimâ = آمد
- بن ماضی استمراری: -â-mbi = می‌آمد

| گذشته | ۱ مفرد | ۲ مفرد | ۳ مفرد | ۱ جمع | ۲ جمع | ۳ جمع |
| ----- | ------ | ------ | ------ | ----- | ----- | ----- |
| شناسه | me     | i      | e/∅    | emi   | eni   | ene   |

۲. حال ساده:
- بن مضارع اخباری: -â = می‌آید

| حال ساده | ۱ مفرد | ۲ مفرد | ۳ مفرد | ۱ جمع | ۲ جمع | ۳ جمع |
| -------- | ------ | ------ | ------ | ----- | ----- | ----- |
| شناسه    | me     | ni     | ne     | emi   | deni  | dene  |

۳. حال التزامی:
- بن مضارع التزامی: -biâ = بیا

| حال التزامی | ۱ مفرد | ۲ مفرد | ۳ مفرد | ۱ جمع | ۲ جمع | ۳ جمع |
| ----------- | ------ | ------ | ------ | ----- | ----- | ----- |
| شناسه       | am/m   | i      | e/∅    | im    | in    | an/n  |

### صرف فعل
در جدول زیر فعل آمدن (bimân) بر اساس گویش طبری طالقانی در زمان‌های مختلف صرف می‌شود.(نمونه زیر براساس بالا طالقان می‌باشد)
| زمان/شخص           | ۱ مفرد      | ۲ مفرد      | ۳ مفرد     | ۱ جمع        | ۲ جمع         | ۳ جمع        |
| ------------------ | ----------- | ----------- | ---------- | ------------ | ------------- | ------------ |
| گذشته ساده         | bimâme      | bimâi       | bimâ       | bimâmi       | bimâni        | bimâne       |
| گذشته کامل         | bimâ-bieme  | bimâ-bi     | bimâ-bie   | bimâ-biemi   | bimâ-bieni    | bimâ-biene   |
| گذشته التزامی      | bimâ-bâm    | bimâ-bâi    | bimâ-bâ    | bimâ-bâim    | bimâ-bâin     | bimâ-bân     |
| گذشته التزامی کامل | bimâ-bi-bâm | bimâ-bi-bâi | bimâ-bi-bâ | bimâ-bi-bâim | bimâ-bi-bâin  | bimâ-bi-bân  |
| گذشته استمراری     | â-mbi-eme   | â-mbi       | â-mbi-e    | â-mbi-emi    | â-mbi-eni     | â-mbi-ene    |
| گذشته در حال انجام | dar-âmbieme | dar-âmbi    | dar-âmbie  | dar-âmbiemi  | dar-âmbieni   | dar-âmbiene  |
| حال ساده/آینده     | âme         | âni         | âne        | âmi          | ândeni        | ândene       |
| حال در حال انجام   | dar-âme     | dar-âni     | dar-âne    | dar-âmi      | dar-ândeni    | dar-ândene   |
| حال التزامی        | biâm        | biâi        | biâ        | biâim        | biâin         | biân         |
| آینده نوع اول      | xâme biâm   | xâni biâi   | xâne biâ   | xâmi biâim   | xândeni biâin | xândene biân |
| آینده نوع دوم      | vâne biâm   | vâne biâi   | vâne biâ   | vâne biâim   | vâne biâin    | vâne biân    |

در جدول زیر فعل رفتن (bašiân) بر اساس گویش طبری طالقانی در زمان‌های مختلف صرف می‌شود.(نمونه زیر براساس بالا طالقان می‌باشد)
| زمان/شخص           | ۱ مفرد       | ۲ مفرد      | ۳ مفرد     | ۱ جمع        | ۲ جمع         | ۳ جمع         |
| ------------------ | ------------ | ----------- | ---------- | ------------ | ------------- | ------------- |
| گذشته ساده         | bašieme      | bašiei      | bašie      | bašiemi      | bašieni       | bašiene       |
| گذشته کامل         | baši-bieme   | baši-bi     | baši-bie   | baši-biemi   | baši-bieni    | baši-biene    |
| گذشته التزامی      | baši-bâm     | baši-bâi    | baši-bâ    | baši-bâim    | baši-bâin     | baši-bân      |
| گذشته التزامی کامل | baši-bi-bâm  | baši-bi-bâi | baši-bi-bâ | baši-bi-bâim | baši-bi-bâin  | baši-bi-bân   |
| گذشته استمراری     | še-mbi-eme   | še-mbi      | še-mbi-e   | še-mbi-emi   | še-mbi-eni    | še-mbi-ene    |
| گذشته در حال انجام | dar-šembieme | dar-šembi   | dar-šembe  | dar-šembemi  | dar-šembeni   | dar-šembene   |
| حال ساده/آینده     | šeme         | šeni        | šene       | šemi         | šendeni       | šendene       |
| حال در حال انجام   | dar-šeme     | dar-šeni    | dar-šene   | dar-šemi     | dar-šendeni   | dar-šendene   |
| حال التزامی        | bašem        | bašei       | bašue      | bašim        | bašin         | bašen         |
| آینده نوع اول      | xâme bašem   | xâni bašei  | xâne bašue | xâmi bašim   | xândeni bašin | xândene bašen |
| آینده نوع دوم      | vâne bašem   | vâne bašei  | vâne bašue | vâne bašim   | vâne bašin    | vâne bašen    |

### نشانه جمع
در گویش طبری طالقانی از نشانه‌های [un] و [kun] برای جمع استفاده می‌شود.
| دخترها  | dotar kun |
| گنجشک‌ها | miška un  |

### حرف اضافه
حروف اضافه در گویش طبری طالقانی به شرح زیر است.
| فارسی معیار | طبری طالقانی (بالا طالقان) | گویش ساری |
| ----------- | -------------------------- | --------- |
| داخل        | dele                       | dele      |
| برای        | vâsuni                     | vesse     |
| از          | de                         | je        |
| از          | be                         | je        |
| را          | re                         | re        |
| با          | hamra                      | hemrâ     |
| زیر         | ben                        | ben       |
| روی         | sar                        | sar       |

| فارسی معیار | طبری طالقانی (بالا طالقان) |
| ----------- | -------------------------- |
| برای من     | mi vâsuni                  |
| برای تو     | ti vâsuni                  |
| از من       | mi de                      |
| از تو       | ti de                      |
| از من       | mi be                      |
| از تو       | ti be                      |
| پدر را      | piyar re                   |
| دختر را     | dotar re                   |
| با تو       | ti hamra                   |
| زیر میز     | mizi ben                   |
| بالا میز    | mizi sar                   |

### افعال
- صرف فعل شدن (babien) در زمان حال، گذشته و حال التزامی به گویش طبری طالقانی.[۲۵]

| فعل شدن          | ۱ مفرد  | ۲ مفرد | ۳ مفرد | ۱ جمع   | ۲ جمع   | ۳ جمع   |
| ---------------- | ------- | ------ | ------ | ------- | ------- | ------- |
| زمان حال         | beme    | beni   | bene   | bemi    | bendeni | bendene |
| زمان گذشته       | babieme | babi   | babie  | babiemi | babieni | babiene |
| زمان حال التزامی | babem   | babi   | babu   | babim   | babin   | baben   |

| فارسی معیار     | طبری طالقانی (بالا طالقان) |
| --------------- | -------------------------- |
| امشب خوب می‌شود  | emšo xob bene              |
| چطور شدم        | četi babieme               |
| می‌خواهم خوب بشم | xâme xob babem             |

- صرف فعل بودن (bien) در زمان حال و گذشته به گویش طبری طالقانی.[۲۶]

| فعل شدن    | ۱ مفرد  | ۲ مفرد | ۳ مفرد | ۱ جمع   | ۲ جمع   | ۳ جمع  |
| ---------- | ------- | ------ | ------ | ------- | ------- | ------ |
| زمان حال   | hasseme | hassi  | hasse  | hassemi | hasseni | hasene |
| زمان گذشته | bieme   | bi     | bie    | biemi   | bieni   | biene  |

| فارسی معیار     | طبری طالقانی (بالا طالقان) |
| --------------- | -------------------------- |
| کجا هستید       | kuje haseni                |
| آنها دختر بودند | vešun dotar biene          |

- صرف فعل بودن در جایی (daboen)در زمان حال، گذشته و حال التزامی در زمان‌های مختلف به گویش طبری طالقانی.[۲۷]

| فعل شدن          | ۱ مفرد | ۲ مفرد | ۳ مفرد | ۱ جمع  | ۲ جمع  | ۳ جمع  |
| ---------------- | ------ | ------ | ------ | ------ | ------ | ------ |
| زمان حال         | dareme | dari   | dare   | daremi | dareni | darene |
| زمان گذشته       | dabome | daboi  | dabo   | dabomi | daboni | dabone |
| زمان حال التزامی | dabom  | daboi  | dabo   | dabim  | dabin  | daben  |

| فارسی معیار          | طبری طالقانی (بالاطالقان) |
| -------------------- | ------------------------- |
| من خانه هستم         | man sere dareme           |
| خانه ات بودم         | ti sere dabome            |
| می‌توانم خانه ات باشم | tume ti sere dabom        |

### واژگان
شماری از واژه‌های طبری طالقانی و مقایسه آن با گویش کلارستاقی (چالوس) و فارسی:
| گویش طالقانی (بالا طالقان) | گویش کلارستاقی (چالوس) | فارسی     |
| -------------------------- | ---------------------- | --------- |
| pier                       | piyar                  | پدر       |
| mâr                        | mâr                    | مادر      |
| pessar                     | rikâ/pesar             | پسر       |
| detar                      | kijâ/detar             | دختر      |
| miškâ/čučeka               | miškâ                  | گنجشک     |
| molije                     | malije                 | مورچه     |
| pire vak/vak               | vag                    | قورباغه   |
| talâ/xerus                 | telâ                   | خروس      |
| kanginak                   | kangali                | زنبور     |
| sikâ                       | bili/sikâ              | اردک      |
| usikâ                      | usikâ                  | غاز       |
| o                          | u                      | آب        |
| hali                       | hali                   | آلوچه     |
| bašu                       | bašo/buâr              | برو       |
| našu                       | našo                   | نرو       |
| ari/aho                    | are                    | آره       |
| na/nâ/he                   | nâ/no                  | نه        |
| ben                        | ben                    | پشت/پایین |
| joz                        | aghuz                  | گردو      |
| varg                       | verg                   | گرگ       |

گویشی از طبری طالقانی که به بادسری(دیزان) مشهور است، شباهت زیادی با گویش مردم محلی نمکاب‌رود چالوس دارد. برای مثل در هردو منطقه، واژه "پیچا" برای گربه، و واژه "گرزه" برای موش صحرایی بکار می‌رود. این درحالیست که در گویش‌های شرقی طبری به ترتیب از "بامشی" و "گل" یاد می‌شود.

## اشعار محلی
گویش طبری طالقانی دارای ادبیات عامیانه غنی می‌باشد که هر آبادی اشعار خاص خود را دارد.
| اما هستیم سه خاخر    |  | اینه گندنه سه چادر |
| امه بشیمی آمل        |  | امه بشیمی آمل      |
| آملی او بند داشته    |  | زیور گلو بند داشته |
| زیوری لینگی شلوار    |  | بالا پایین قلمکار  |
| ها سگ سگ وها کیش کیش |  | گو به علی خانی ریش |
| علی خانی ریش پیه     |  | رخ رخ درویش بیه    |
| همه گمبینه وه کیه    |  | مارجان بوته مه شیه |
| وی چک هاکشیه         |  | می مجمع او بشیه    |
| حمومی سری اناره      |  | حاجی حسین سواره    |
| حاجی حسین تی فدا     |  | کلومی قفله ته منا  |
|                      |  | (بایزرودی)         |